# Château de Kergrist
 (juin 2018).
Si vous disposez d'ouvrages ou d'articles de référence ou si vous connaissez des sites web de qualité traitant du thème abordé ici, merci de compléter l'article en donnant les références utiles à sa vérifiabilité et en les liant à la section « Notes et références ».
Le château de Kergrist est situé sur la commune de Ploubezre, dans le département des Côtes-d'Armor en France.

## Toponymie
Le nom de Kergrist est issu du breton ker qui signifie « chez » ou « grande maison » et grist qui est une forme mutée du nom du Christ. Le château est donc la « maison du Christ »[réf. nécessaire].

## Armoiries
- Le armes des Kergrist : "d'or à un croissant de sable accompagné de quatre tourteaux du même 3 en chef et 1 en pointe", selon l'armorial de Potier de Courcy.
- Le armes des Huon de Penanster, restaurateurs et actuels propriétaires du château. Huon :d'argent, à trois chevrons de gueules (rouge) ; à la face d'azur brochant sur le tout. Supports : un lion à dextre (droite) ; un aigle à senestre (gauche). Penanster : un chevron d'or, sur fond d'azur. Une rose des sables en chef, deux en abîme. Devise : « Fors Dieu nulle crainte »[réf. nécessaire]

Armes des Kergrist

## Géographie
Le château est situé en Bretagne, dans la région historique du Trégor, le département des Côtes-d'Armor et la commune de Ploubezre. Le Léguer, l'un des cours d'eau à saumons les plus réputés de France, passe en contrebas du parc, avant de se jeter dans la Manche.
Il est positionné à 8 km de Lannion, à 45 km de Morlaix et à 72 km de Saint-Brieuc.
La route départementale 11 passe à proximité du château.

## Historique

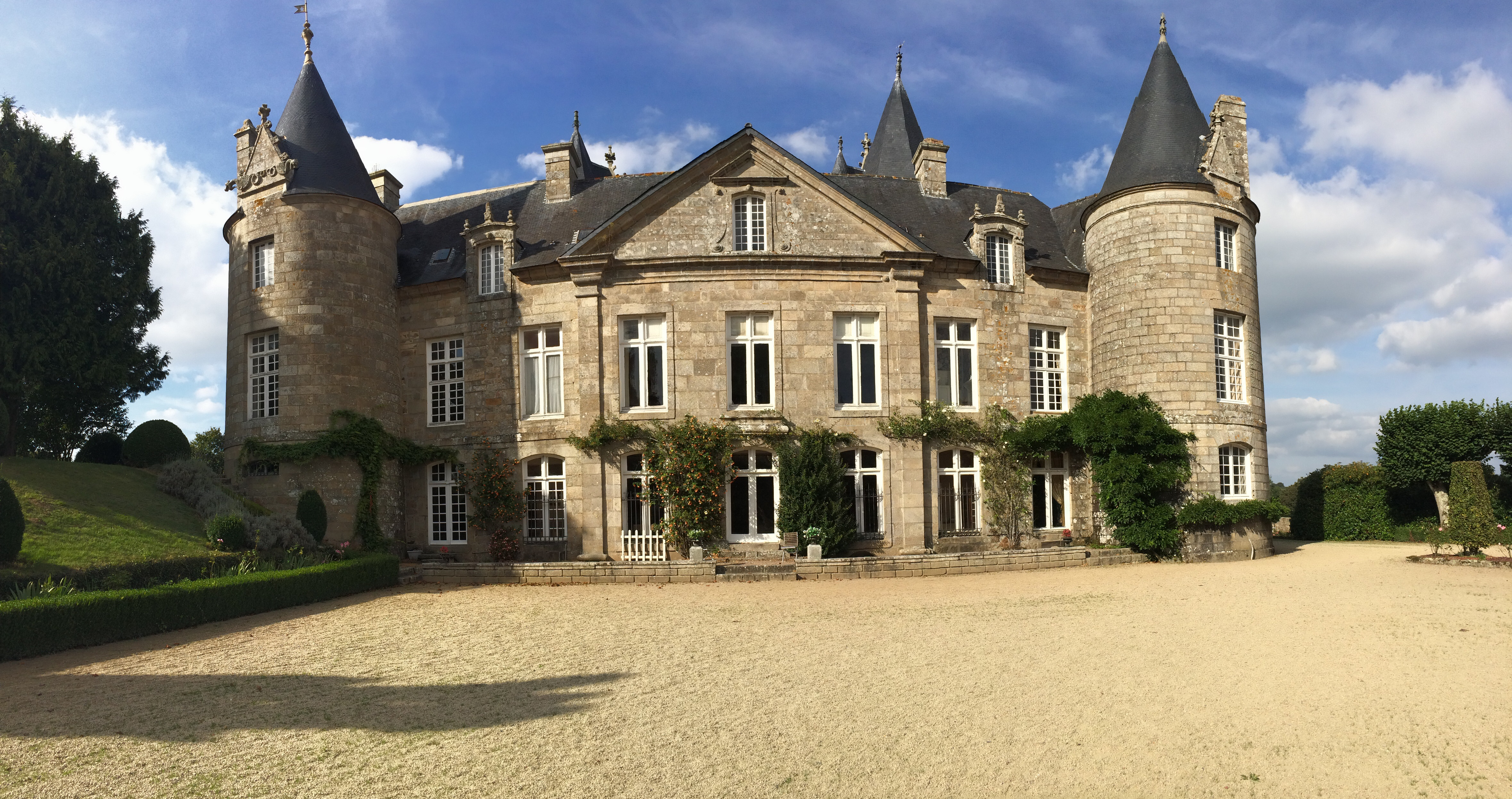

- Aux XVe et XVIe siècles : La construction du manoir débute au XVe siècle, et se poursuit au XVIe siècle sur demande de Jehan de Kergrist et de sa femme Gilette le Cozic. C'est à l'époque un manoir typique de la Renaissance bretonne : une tour octogonale entourée de deux corps de logis principaux. Un passage voûté permettait d'accéder, de la cour intérieure nord, au potager clos situé au sud. Au XVIe siècle, une seconde tour s'érige face à la première, dans des proportions plus importantes : la famille prospère.
- Aux XVIIe et XVIIIe siècles : À cette époque, Marie de Kergrist (1576-1638), dernière représentante de la branche aînée, épouse à la fin XVIe siècle Jonathas de Kergariou (Décédé le 25 octobre 1625 et seigneur de Keraël) : la demeure change alors de propriétaires. À l'est, une façade classique s'érige, un escalier à double volées droites mène à l'actuel jardin français. Le manoir devient château. Au sud, la façade s'inspire de sa voisine à l'est, mais dans une conception épurée.

Au XVIIIe siècle, les Barbier, marquis de Lescoët, prennent possession du château par alliance maritale avec les Kergariou. Mais ils doivent rapidement l'abandonner sous la Révolution Française (1792).
- Au XIXe siècle : Vendu en tant que bien national à la Révolution, le domaine est morcelé, vendu en trois parties et le château pillé.

En 1867, Charles et Julien Huon de Penanster récupèrent le domaine, que leur grand-père et leur père, Pierre et Michel Huon (notaires royaux), mandatés par les Barbier de Lescoët, avaient réunifié. Caroline, la mère de Charles et Julien, relève le nom Penanster à la demande de son oncle, Caude Guezno de Penanster, ancien Lieutenant du chef Chouan Cadoudal. Charles en obtient l'approbation par un décret du Garde des Sceaux, et un jugement du Tribunal Civil daté de 1864. Ils restaurent le château, ainsi que son parc, dans un esprit XVIIe. Ils vont privilégier l'achat de mobilier ancien, avec une forte prédilection pour le XVIIIe siècle. C'est ainsi qu'ils acquièrent les boiseries de l’abbaye de Beauport, située près de Paimpol, pour être en cohérence avec la date d’édification des façades. Charles achète également des toiles de maître (Rubens, Giordano), ainsi que des panneaux de bois d'époque Henri II (XVIe siècle) avec lesquels il fait réaliser des meubles néo-Renaissance.
Les façades de ce monument font l’objet d’une inscription au titre des monuments historiques le 20 janvier 1926.

## Architecture
Kergrist est un manoir typique de la Renaissance du Trégor, même si on a rajouté par la suite des façades XVIIe et XVIIIe.
Les anciennes écuries sont toujours visibles en face du château, bien qu'intégralement réaménagées en lieu d'habitation. À proximité, on observe encore les ruines de la chapelle Saint-Laurent.

## Parc et Forêt
Jusqu'à la Révolution, les jardins étaient relativement sommaires, composés de prairies fleuries descendant vers le Léguer. Sous le Second Empire, les 4 hectares de jardin sont totalement réorganisés sous la houlette de Charles et de Claire Huon de Penanster, nouveaux acquéreurs du domaine. Ce passionné d'art paysager recompose l'ensemble des jardins en écho aux différentes façades. Au nord, les parterres s’accordent à la sobre façade Renaissance (XVe-XVIe). À l'est, le jardin à la française, inspiré d'un plan d'André Le Nôtre, s'affiche sur une terrasse bordée d'une balustrade de granit, pour répondre à la façade XVIIe. Enfin, au sud, un jardin à l'anglaise s'invite devant une façade de « style Louis XIV » conçue au XVIIIe siècle.
De nombreux arbres anciens, remontant parfois aux XVIIIe et XIXe siècles, ont été la proie de vents allant jusqu'à 180 km/h. Essorés puis déracinés, ils choient lors de la tempête de 1987.
Au XXe siècle, l'ancien propriétaire Feu Régis Huon de Penanster réalise le Jardin des Roches dans un esprit désertique, en utilisant l'effet naturel de blocs de granit issus d'un filon naguère enterré.
Le château possède 4 hectares de parc, ainsi qu'une grande partie de la forêt et des terres alentour.

## Œuvres notables
- Luca Giordano, La rencontre de Bacchus et Ariane, XVIIe siècle (exposé, plafond de la salle à manger)
- Pierre Paul Rubens, Abraham et Melchisedech, XVIIe siècle (non exposé)
- Pierre Paul Rubens, La récolte de la manne dans le désert, XVIIe siècle (exposé, Grand Salon)
- Pierre Paul Rubens, L'arche d’Alliance, XVIIe siècle (non exposé)
- Pierre Paul Rubens, Le triomphe de l'Amour maternel, XVIIe siècle (exposé, chambre de Charles)
- Pierre Paul Rubens, Le triomphe de l'Eucharistie sur le Paganisme, XVIIe siècle (non exposé)

## Expositions temporaires
Le château accueille régulièrement des expositions temporaires. Le planning est organisé d'une année sur l'autre.
Le château accueille tous les ans, en avril, le festival « Plantes et Jardins » organisé par le Lions Club de Lannion.
Le château peut héberger occasionnellement des séminaires, mariages etc.
Il est ouvert aux visites d'avril à septembre.
Biographie de la famille.
Charles Huon de Penanster (Lannion, 1832 – Kergrist, 1901) : Il naît en 1832 dans une famille de notables lannionais.
Avant de s'établir à Kergrist, il a la chance de voyager sur les cinq continents en compagnie de son frère Julien, polytechnicien et ingénieur dans l'armement, de son cousin, Hyacinthe de Gouzillon de Bélizal, et de plusieurs amis, dont Félix de Carcaradec. Il conduira entre autres, avec des camarades bretons, une expédition pour trouver les sources du Nil. Il rapportera de son voyage des daguerréotypes, ancêtres de la photographie, montrant des édifices égyptiens et des scarabées pétrifiés.
De retour à Lannion, il épousera Claire Le Roux le 13 juin 1867, dans la chapelle du château de Brézal, en Plounéventer (Finistère), propriété de sa belle-famille.
Charles se lance ensuite dans le politique. Il sera député des Côtes-du-Nord (1871), maire de Lannion, puis sénateur (1886) et secrétaire du sénat jusqu'à sa mort. Monarchiste légitimiste mais progressiste, il se passionne pour l'éducation, ce qui le rapproche de Jules Ferry. Ils élaborent ensemble la loi du 29 juillet 1881 sur la "défense d'afficher", toujours en vigueur de nos jours.
Il décède en 1901 et repose dans le sanctuaire de Runfao situé dans le parc du château.
- Claire Le Roux (Morlaix, 1849 – Kergrist 1927) : Issue d'une famille de Morlaix qui a fait fortune dans le commerce du lin. La famille Le Roux est actionnaire de la Société Linière du Finistère et possède une banque à Morlaix, la fameuse banque Pierre, qui sera absorbée plus tard par le Crédit Industriel de l'Ouest (Groupe CIC). Outre le fait d'être un excellent parti, la femme de Charles possède une personnalité hors du commun. Loin de stagner dans le rôle d'épouse modèle, elle se lance dans les affaires, crée et dirige Le Petit Écho de la Mode, premier magazine féminin et familial en France.
- Julien Huon de Penanster (Lannion 1834 – Kergrist 1912) : Polytechnicien et ingénieur de l'armement, il participe à la mise au point du canon de 75. Il est le deuxième propriétaire du domaine, avec son frère Charles. Ensemble, ils ont voyagé autour du monde, notamment lors de la fameuse expédition vers les sources du Nil.

## Anecdotes
Le tournage du long-métrage Jamais avant le mariage de Daniel Ceccaldi a eu lieu dans les jardins, les appartements du château et au moulin de Kergrist.
Régis Huon de Penanster, ancien propriétaire, a été recruté comme comédien, pour incarner un général et virevolter aux bras des stars, Mireille Darc et Torun Johanson. Toute la famille Huon de Penanster s'est alors prêtée au jeu de la comédie pendant le tournage.
En 1986, Arielle Dombasle a tourné à Kergrist une publicité pour Pronuptia, ainsi que le clip vidéo de l'une de ses chansons.
En 2012, TF1 diffusa une émission tournée au château intitulée « 100 ans de mode ». Le thème de la soirée costumée filmée était : « Inspirez-vous d'un siècle de mode et créez la vôtre ».
En 2015, Adolfo Arrieta tourne avec son équipe un remake de La Belle au Bois Dormant appelé Belle Dormant, dans l'intérieur et les jardins du château. Ce long-métrage, avec Mathieu Amalric au générique, sort en salle le 18 janvier 2017.